# Bohadschia subrubra
Bohadschia subrubra е вид морска краставица от семейство Holothuriidae.

## Разпространение и местообитание
Видът е разпространен в Кения, Коморски острови, Мавриций, Мадагаскар, Майот, Реюнион, Сейшели и Танзания.
Среща се на дълбочина около 1 m.

## Описание
Популацията на вида е стабилна.